# Kaikisen
Kaikisen (海帰線, Kaikisen) est un seinen manga de Satoshi Kon prépublié dans le Weekly Young Magazine entre mars 1990 et juin 1990 puis publié en un volume relié par Kōdansha en 1990. La version française est publiée par Casterman sous le titre Kaikisen - Retour vers la mer en 2004 puis par Pika Édition sous le titre Le Pacte de la mer en 2017.

## Synopsis
Dans la commune d'Amidé, le fils du prêtre shintô Yôzô Yashiro, Yôsuké veille sur l'œuf de l'ondine. Selon une vieille légende, un ancêtre de Yôsuké a fait un pacte avec une ondine : sa famille veillera son œuf ; en retour, les pêcheurs s'assureront la clémence et la générosité de la mer. Mais, aujourd'hui, les habitants ont décidé de faire d'Amidé une station balnéaire attrayante. Peut-on allier tradition et modernité ?

## Personnages principaux
Yôsuké
Tétsu

## Publication
Kaikisen (海帰線), scénarisé et dessiné par Satoshi Kon, est le premier récit long de son auteur, après plusieurs histoires courtes dessinées entre 1984 et 1989,. Il est prépublié entre mars 1990 et juin 1990 dans le Weekly Young Magazine, puis publié par l'éditeur Kōdansha en un volume relié sorti le 11 août 1990. Il est notamment réédité par Bijutsu Shuppan le 1er juillet 1999 puis sous le titre Shinsō-ban Kaikisen (新装版 海帰線) par Kōdansha le 21 janvier 2011.
La version française est publiée sous le titre Kaikisen - Retour vers la Mer par Casterman en un volume sorti le 1er octobre 2004, inaugurant la collection « Sakka » de l'éditeur,,. Une nouvelle édition intitulée Le Pacte de la mer est publiée par Pika Édition dans la collection Pika Graphic en un volume sorti le 13 septembre 2017, rééditée en version collector le 28 mars 2019 à l'occasion des « 48h de la BD » et une nouvelle fois le 9 septembre 2020, inaugurant la refonte de l'identité visuelle de la collection Pika Graphic à l'occasion des 20 ans de Pika,. La version anglaise est publiée sous le titre Tropic of the Sea par Vertical en 2013.

## Accueil
Un projet d'adaptation cinématographique réalisé par Jean-Pierre Dionnet et Marc Caro, souhaitant transporter l'intrigue de l'œuvre sur les côtes du Royaume-Uni, reçoit l'accord rapide du mangaka mais ne voit finalement pas le jour.
Pour Pauline Croquet du Monde, « comme à chaque fois dans ses œuvres, Satochi Kon cultive avec délice le flou entre fiction et réalité. Entre imaginaire et folie. La découpe très cinématographique de certains passages ainsi que l’enchaînement rythmé des plans laissent aussi entrevoir quel réalisateur de talent pouvait être le cinéaste ».
Andrew Lee du Japan Times juge « le message environnemental naïvement évident » et rapporte que « Kon lui-même, dans une postface écrite en 1999, était un peu gêné par le manque de complexité de l'œuvre ».